# Hissingen
Hissingen är en sjö i Katrineholms kommun i Södermanland och ingår i Nyköpingsåns huvudavrinningsområde. Sjön har en area på 0,281 kvadratkilometer och ligger 45,2 meter över havet.

## Delavrinningsområde
Hissingen ingår i det delavrinningsområde (654689-151040) som SMHI kallar för Utloppet av Kolsnaren. Medelhöjden är 48 meter över havet och ytan är 91,65 kvadratkilometer. Räknas de 17 avrinningsområdena uppströms in blir den ackumulerade arean 682,2 kvadratkilometer. Avrinningsområdets utflöde Nyköpingsån (Skräddartorpsån) mynnar i havet. Avrinningsområdet består mestadels av skog (47 procent), öppen mark (10 procent) och jordbruk (27 procent). Avrinningsområdet har 10,94 kvadratkilometer vattenytor vilket ger det en sjöprocent på 11,9 procent. Bebyggelsen i området täcker en yta av 0,9 kvadratkilometer eller 1 procent av avrinningsområdet.